# Kanumarathon-Europameisterschaften 2007
Die 7. Kanumarathon-Europameisterschaften fanden vom 14. bis 15. Juli 2007 im slowakischen Trenčín statt. Der austragende Verband war die ECA.
Es wurden vier Wettbewerbe für Männer und zwei Wettbewerbe für Frauen ausgetragen.

## Medaillengewinner

### Herren

#### Canadier
Distanz jeweils 28,4 km
| Disziplin | Gold                             | Zeit      | Silber                          | Zeit      | Bronze                          | Zeit      |
| --------- | -------------------------------- | --------- | ------------------------------- | --------- | ------------------------------- | --------- |
| C1        | Slowakei Rus Radoslav            | 2:19:33 h | Ungarn Edvin Csabai             | 2:20:37 h | Ungarn David Varga              | 2:21:16 h |
| C2        | Ungarn Attila Györe Márton Kövér | 2:13:07 h | Spanien Óscar Graña Ramón Ferro | 2:14:05 h | Portugal José Sousa Nuno Barros | 2:14:41 h |

#### Kajak
Distanz jeweils 33,1 km
| Disziplin | Gold                               | Zeit      | Silber                             | Zeit      | Bronze                                 | Zeit      |
| --------- | ---------------------------------- | --------- | ---------------------------------- | --------- | -------------------------------------- | --------- |
| K1        | Spanien Manuel Busto               | 2:28:28 h | Ungarn István Salga                | 2:28:29 h | Ungarn Attila Jambor                   | 2:28:37 h |
| K2        | Ungarn István Salga Balazs Borcsok | 2:18:32 h | Spanien Manuel Busto Oier Aizpurua | 2:18:35 h | Spanien Jorge Alonso Santiago Guerrero | 2:18:37 h |

### Damen

#### Kajak
Distanz jeweils 28,4 km
| Disziplin | Gold                               | Zeit      | Silber                            | Zeit      | Bronze                           | Zeit      |
| --------- | ---------------------------------- | --------- | --------------------------------- | --------- | -------------------------------- | --------- |
| K1        | Ungarn Renata Csay                 | 2:16:00 h | Ungarn Vivien Follath             | 2:17:50 h | Polen Barbara Przybylska         | 2:20:04 h |
| K2        | Ungarn Renáta Csay Bereniké Faldum | 2:12:28 h | Ungarn Zsófia Kollár Judit Kollár | 2:12:53 h | Spanien Naiara Gomez María Pérez | 2:14:01 h |

## Medaillenspiegel
| Rang   | Nation   | Gold | Silber | Bronze | Gesamt |
| ------ | -------- | ---- | ------ | ------ | ------ |
| 1      | Ungarn   | 4    | 4      | 2      | 10     |
| 2      | Spanien  | 1    | 2      | 2      | 5      |
| 3      | Slowakei | 1    | 0      | 0      | 1      |
| 4      | Polen    | 0    | 0      | 1      | 1      |
| 4      | Portugal | 0    | 0      | 1      | 1      |
| Gesamt | Gesamt   | 6    | 6      | 6      | 18     |